# Rue Guttin
La rue Guttin est une voie du 17e arrondissement de Paris, en France.

## Situation et accès
La rue Guttin est une voie publique située dans le 17e arrondissement de Paris. Elle débute au 5, rue Fragonard et se termine au 113, boulevard Bessières.

## Origine du nom

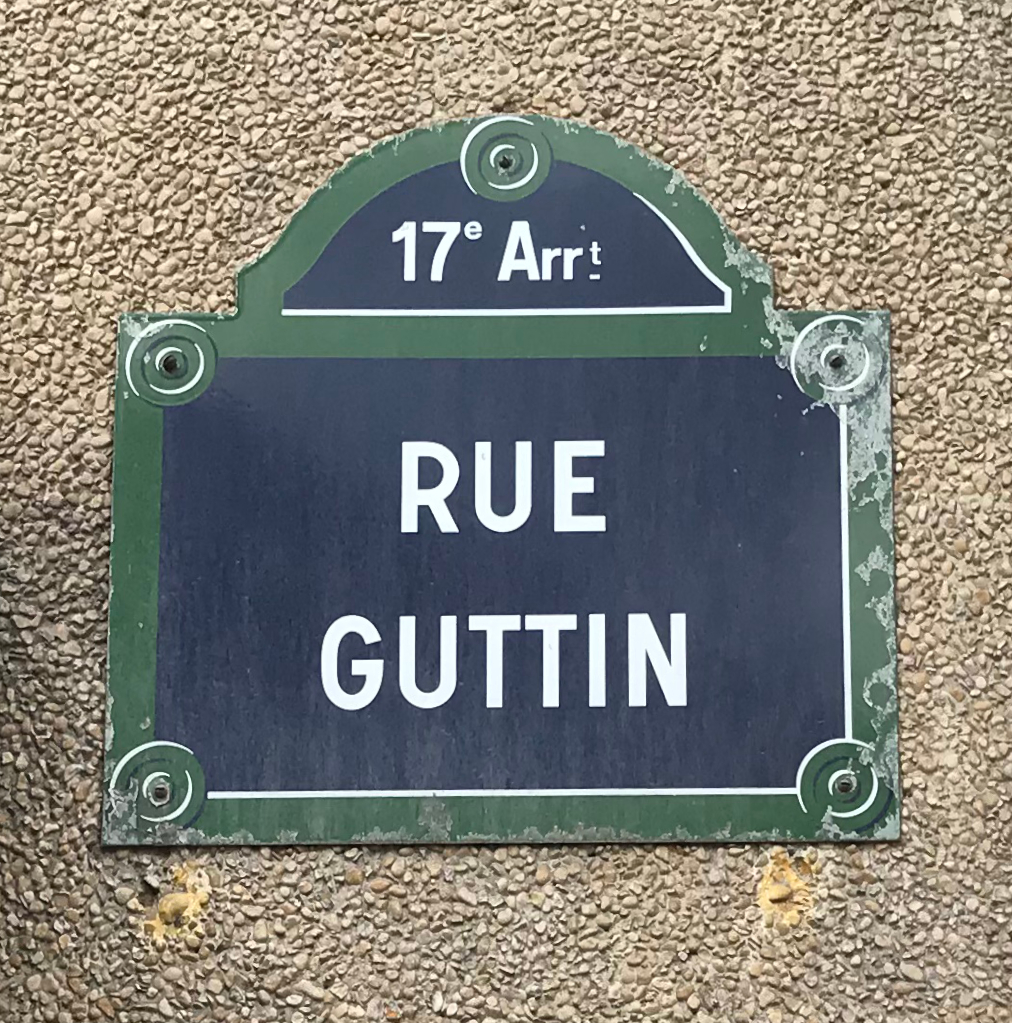
Plaque de rue.

La rue tire son nom de celui d'un ancien propriétaire.

## Historique
Cette voie de l'ancienne commune des Batignolles, qui aboutissait anciennement avenue de Clichy, a été classée dans la voirie parisienne par décret du 23 mai 1863. 
Une partie a été supprimée par le chemin de fer de Ceinture.